# بنووآ کسنوفروآ
بنووآ کسنوفروآ (فرانسوی: Benoît Cosnefroy‎؛ زادهٔ ۱۲ مارس ۱۹۹۵) دوچرخه‌سوار اهل فرانسه است.
از باشگاه‌هایی که در آن رکاب زده‌است می‌توان به آژ۲آر لا موندیال اشاره کرد.